# Flurina Badel

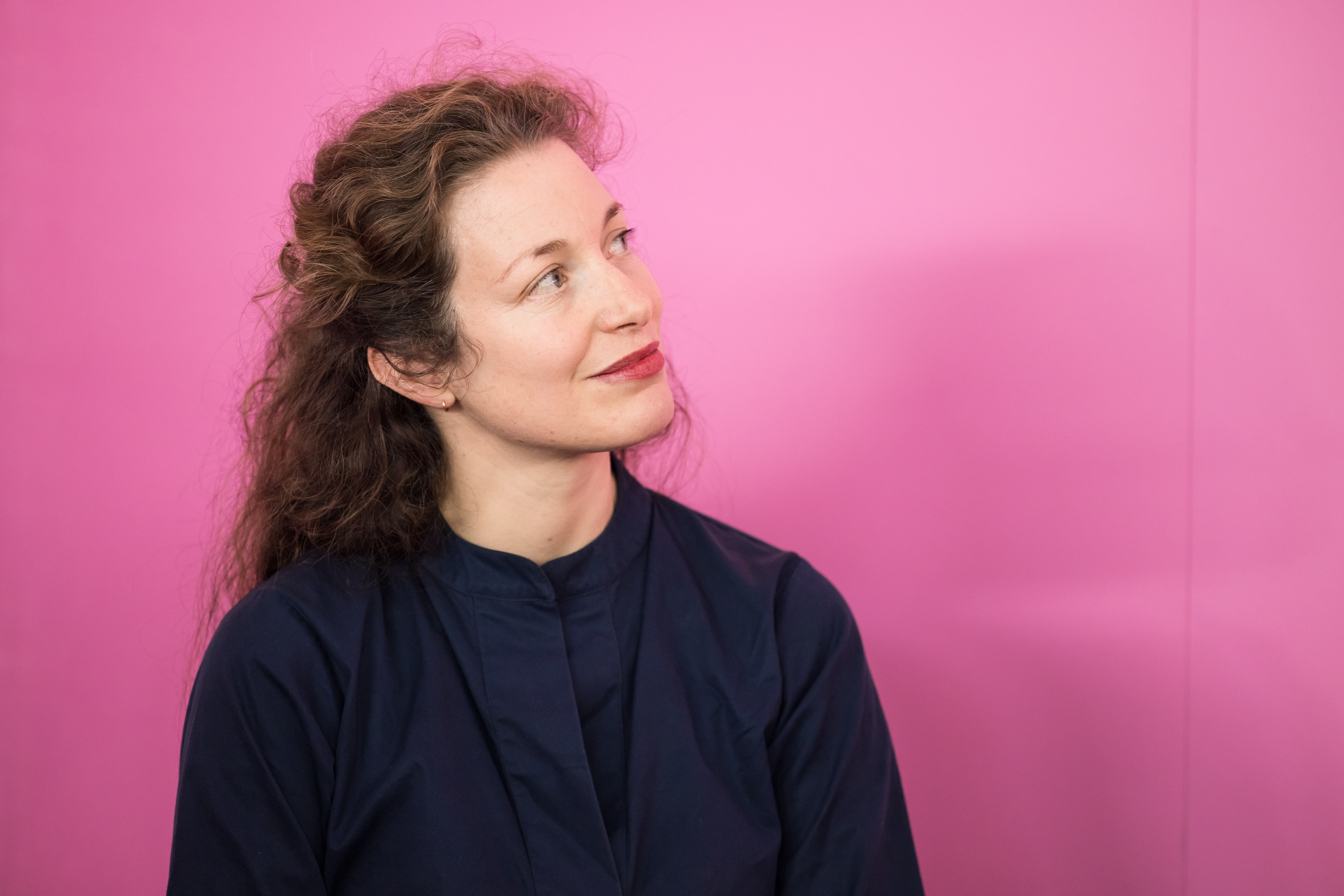
Flurina Badel, 2024

Flurina Badel (geboren am 22. Oktober 1983 in Lavin in Graubünden) ist eine Schweizer Künstlerin und Autorin.

## Leben und Werk
Badel arbeitete nach einer Erstausbildung zur Journalistin als freischaffende Dokumentarfilmerin und Moderatorin. 2015 erhielt sie den Master of Fine Arts an der Hochschule für Gestaltung und Kunst in Basel. 2017/2018 war sie Gaststudentin am Institut für Sprachkunst der Universität für angewandte Kunst Wien. Seit 2014 arbeitete sie hauptberuflich im Künstler-Duo Badel/Sarbach, welches 2019 den Manor Kunstpreis des Kantons Wallis erhielt. Seit 2016 ist Flurina Badel zudem die zuständige Redaktorin der rätoromanischen Literatursendung «Impuls» bei Radiotelevisiun Svizra Rumantscha.
1999 nahm Badel an einem Schreibwettbewerb teil und publizierte seither vereinzelt eigene literarische Texte. Für ihre in verschiedenen Sammelbänden erschienenen Texte wurde sie 2018 mit dem OpenNet-Preis der Solothurner Literaturtage ausgezeichnet. Mit Romana Ganzoni als Mentorin erhielt sie das Double-Stipendium des Migros-Kulturprozent. 2019 veröffentlichte Badel ihren ersten Lyrikband, tinnitus tropic. Für dieses auf Vallader geschriebene Werk erhielt sie 2020 als erste rätoromanische Frau überhaupt einen der mit 25'000 Franken dotierten Schweizer Literaturpreise.
Badel schreibt zweisprachig, auf Rätoromanisch und Deutsch. Seit 2018 wohnt sie in Guarda im Unterengadin.

## Bücher
- tinnitus tropic. poesias. editionmevinapuorger, Zürich 2019, ISBN 978-3-9524584-7-1.

## Auszeichnungen
- 2020 Schweizer Literaturpreis für tinnitus tropic
- 2019 Manor Kunstpreis
- 2018 OpenNet-Preis der Solothurner Literaturtage